# Mesosignum antarcticum
Mesosignum antarcticum là một loài chân đều trong họ Mesosignidae. Loài này được Schultz miêu tả khoa học năm 1979.